# Gródek (gmina w województwie wołyńskim)
Gródek (następnie Maniewicze) – dawna gmina wiejska funkcjonująca pod Zarządem Cywilnym Ziem Wołynia i Frontu Podolskiego, a następnie w województwie wołyńskim II Rzeczypospolitej (obecnie na Ukrainie). Pierwotnie należała do powiatu łuckiego. 15 marca 1920 r. została przyłączona do powiatu kowelskiego. Nazwa gminy pochodzi od wsi Gródek, lecz siedzibą władz gminy były Maniewicze.
W okresie międzywojennym gmina Gródek należała do powiatu kowelskiego w woj. wołyńskim. Według stanu z dnia 21 września 1921 roku gmina składała się z 36 gromad, w tym czterech o statusie miasteczek – Gródek, Hulewicze, Liszniówka i Trojanówka.
24 marca 1930 r. postanowieniem wojewody wołyńskiego została przemianowana na "Maniewicze".